# 弦楽五重奏曲第1番 (ドヴォルザーク)
弦楽五重奏曲第1番 イ短調 作品1（B.7）は、アントニン・ドヴォルザークが2つのヴァイオリン、2つのヴィオラ、チェロのために作曲した弦楽五重奏曲。20歳だった彼は1861年に作曲した本作に初めて作品番号を与え、作曲家としてのキャリアのスタートを切った。初演は作曲者の死後17年が経過した1921年まで行われず、初版譜が世に出たのは1943年のことであった。

## 楽曲構成
全3楽章で構成される。演奏時間は約28分。
1. Adagio — Allegro ma non troppo （イ短調）
2. Lento （ヘ長調）
3. Finale. Allegro con brio （イ短調）